# Ciudad Nueva (Asunción)
Ciudad Nueva es uno de los barrios de la capital paraguaya, Asunción. La zona oeste del mismo forma parte del popular Mercado 4 capitalino.

## Geografía
El barrio se encuentra situado en la ciudad de Asunción, capital de Paraguay.

## Límites
- Al norte el barrio Las Mercedes
- Al sur el barrio Pinozá
- Al este el barrio General Caballero
- Al oeste los barrios San Roque y Pettirossi

El barrio Ciudad Nueva tiene como divisiones las avenidas Mariscal López, General Santos, Eusebio Ayala, Pettirossi y Perú. Teniendo así la forma de un pentágono.

## Superficie
Posee 1,15 km², es un barrio con una topografía alta.

## Población
El barrio Ciudad Nueva cuenta con un total de 8.584 habitantes según el censo del 2002 de la Dirección General de Estadística, Encuestas y Censos, posicionándose en el 21° más poblado de los 68 barrios de Asunción.

La densidad poblacional es de 7.464 hab./km² aproximadamente.